# Hsunycteris pattoni
Hsunycteris pattoni és una espècie de ratpenat de la família dels fil·lostòmids. Viu a les planes amazòniques del sud-est del Perú i al vessant oriental dels Andes a l'Equador. El seu nom específic, pattoni, és en honor del biòleg evolutiu i mastòleg estatunidenc James Lloyd Patton, de la Universitat de Califòrnia a Berkeley. L'estat de conservació de l'espècie, descrita el 2006, encara no ha estat avaluat per la Unió Internacional per a la Conservació de la Natura (UICN).